# Булонь-Бийанкур
Булонь-Бийанкур (фр. Boulogne-Billancourt), или Булонь — коммуна в западном пригороде Парижа. Самый густонаселённый пригород Парижа. Ранее был индустриальным районом, но во второй половине XX века стал одним из главных (наряду с Дефансом) мест для ведения бизнеса в регионе.

## История
В 1100 году на одном из поворотов Сены появилась маленькая деревня под названием Менюль-ле-Сен-Клод (фр. Menuls-lès-Saint-Cloud), населённая в основном лесорубами. В феврале 1319 года король Филипп V приказал построить в этой деревне церковь, которую смогли бы посещать парижане. Она была построена по образцу церкви Нотр-Дам, расположенной в городе Булонь-сюр-Мер. После окончания строительства церкви название города было изменено на Булонь-ля-Птит (фр. Boulogne-la-Petite, Маленькая Булонь). Нотр-Дам стал местом постоянного паломничества парижан, его даже посещала Жанна д'Арк. Именно в честь этой церкви получил своё нынешнее название Булонский лес (ранее он был лесом Рувре).
1 января 1860 года Париж был расширен за счёт аннексии соседних коммун. Коммуны Отиль и Пасси были поделены между Парижем и Булонь-Бийанкур. В начале XX века в Булонь-Бийанкуре строятся автомобильные заводы фирмы Renault. Из-за относительной дешевизны жилья и близости к Парижу в межвоенный период город становится центром русской эмиграции.

## География
Булонь-Бийанкур — западный пригород Парижа. На востоке он граничит с XVI округом Парижа, на севере с Булонским лесом, с юга и запада омывается водами Сены.

## Экономика
Булонь — один из экономических центров Парижского региона. В сфере услуг занято примерно 85 % рабочих мест коммуны.
Среди большого количества различных предприятий здесь располагаются офисы и крупных компаний:
- Renault
- Thomson
- Bouygues Telecom
- TF1
- Omnicom

## Достопримечательности
Библиотека Мармоттан, получившая в 1984 году статус исторических памятников Франции, а в 2012 году — маркировку «Maisons des Illustres» («Дома выдающихся людей»).

## Города-побратимы
Ниже приведён список городов, с которыми Булонь-Бийанкур заключил побратимские отношения:
- Нойкёльн (Германия, 1955)
- Андерлехт (Бельгия, 1955)
- Фулем (Великобритания, 1955)
- Хаммерсмит (Великобритания, 1955)
- Зандам (Нидерланды, 1955)
- Марино (Италия, 1968)
- Панчево (Сербия, 1972)
- Ирвинг (США, 1993)
- Сус (Тунис, 1977)
- Раанана (Израиль, 1996)
- Гуанъань (Китай, 2007)